# Binebæk
Binebæk (dansk) eller Bienebek (tysk) er et gods beliggende ved landsbyen Tumby på halvøen Svans i Sydslesvig. Godset ligger kun cirka hundrede meter syd for Slien, hvor Binebækken udmunder. Administrativt hører Binebæk under Tumby Kommune i Rendsborg-Egernførde kreds i den nordtyske delstat Slesvig-Holsten. I kirkelig henseende hører stedet under Siseby Sogn. Sognet lå i den danske periode indtil 1864 i Risby Herred (senere Svans Godsdistrikt, Egernførde Herred).
Hovedgården ved Slien opstod før 1500 på bekostning af en landsby af samme navn. Godset havde i korte perioder fælles ejer med Kohoved og Måslev godser. Godsområdet omfattede flere besiddelser i næsten hele Siseby og Sønsby (Sensby). I 1716 kom desuden området omkring Stavn fra Måslev til. 1774 blev Stavn og Mariegård bortsolgt, som derefter blev ophøjet til selvstændige adelige godser. Som følge af patrimonialjurisdiktionens afskaffelse i 1853 kom Binebæk under det nyoprettede Egernførde Herred som nyt underretsdistrikt for de sydøstslesvigske godser.
Gården ejes i dag af hertugfamilien Slesvig-Holsten-Sønderborg-Lyksborg, som også ejer Grønholt Gods ved Damp. Gården fungerer i dag som aftægtsgård.
Gårdens navn er første gang dokumenteret 1462. Stednavnets betydning er uklar. Tæt ved godset munder den lille Binebæk ud i Slien. Lidt sydvest for godset blev der fundet grave fra vikingetiden (gravplads Tumby-Binebæk).